# Notosphaeridion
Notosphaeridion is een kevergeslacht uit de familie van de boktorren (Cerambycidae). De wetenschappelijke naam van het geslacht werd voor het eerst geldig gepubliceerd in 1960 door Martins.

## Soorten
Notosphaeridion omvat de volgende soorten:
- Notosphaeridion brevithorax (Martins, 1960)
- Notosphaeridion scabrosum (Gounelle, 1909)
- Notosphaeridion umbrinum Martins, 1971
- Notosphaeridion vestitum Martins, 1960